# Піщук Наталія Андріївна
Ната́лія Андрі́ївна Піщу́к (3 січня 1962, Кам'янець-Подільський Хмельницької області) — український педагог. Заслужений вчитель України (2007).

## Біографія
Народилася в сім'ї педагогів. Батько Андрій Онуфрійович Піщук знав п'ять мов. У Кам'янці-Подільському закінчила середню школу № 9. Далі навчалася в Луцькому педагогічному інституті (нині Волинський національний університет імені Лесі Українки).
Закінчивши інститут, 10 років викладала англійську мову в середній школі № 5 у Кам'янці-Подільському. Далі працює в міському ліцеї.
17 вересня 2007 року «за вагомий особистий внесок у соціально-економічний та культурний розвиток Хмельницької області, значні професійні здобутки, багаторічну сумлінну працю та з нагоди 70-річчя утворення області» надано звання «Заслужений вчитель України» .